# Pirate Galaxy
Pirate Galaxy (Galaxia Pirata), es un videojuego multijugador masivo en línea desarrollado por la empresa alemana Splitscreen Studios. Este juego tiene actualmente más de 2.000.000 de usuarios registrados y consta de varios servidores en varios idiomas. Lo que destaca de este juego es que es de los primeros en funcionar en navegador web sin necesidad de descarga, con gráficos completamente en 3D y sin un alto requerimiento de CPU. Debido a esto fue 3 veces premiado como mejor juego de navegador en el 2009.
Página oficial para crear una nueva cuenta en Pirate Galaxy y regístrate completamente gratis.

## Características
Se trata de un juego de acceso gratuito, y que debido a sus excelentes gráficos y jugabilidad, y la posibilidad de ser jugado en línea sin requerir una descarga, lo convirtieron en un exitoso y muy premiado arcade. El objetivo del juego es destruir por completo a una raza invasora conocida como "Los Mantis", para lo cual se utilizan naves y equipamiento que permiten combatirlos. Para conseguir dichos materiales, en el juego hay tres tipos de recursos:
- Crionita; es un cristal muy importante que se usa para poder comprar objetos y naves.
- Esferas de energía; Son esferas que alimentan la energía de la nave y permiten que esta funcione. Se pueden recolectar en cualquier planeta o comprar en la tienda del juego por Oro.
- Oro; permite comprar ventajas especiales para el juego, como energía extra, velocidad, potenciadores de fuego, e incluso pinturas incandescentes y otros artilugios exclusivos. El oro se consigue subiendo de nivel o cambiándolo por dinero real.
Este juego permite los combates Jugador contra Jugador (PvP en sus siglas en inglés), además de las batallas contra los Mantis. Existen diferentes zonas PvP: las conquistas de planetas, donde los Clanes compiten por la dominación del universo y el Death Match en el planeta-campo de batalla Colosuss (vega3), donde los pilotos demuestran su valor y valía, además de ganar premios como Oro y crionita.

## El Universo de Pirate Galaxy
Pirate Galaxy es un MMOG de ciencia ficción. La trama es la siguiente:
En el año 2125, la Tierra comenzó a superpoblarse y los recursos naturales a escasear. Las hambrunas diezmaban a la humanidad y cada vez más conflictos armados por el agua comenzaron a sucederse, uno tras otro. Afortunadamente, un equipo de científicos diseñaron y construyeron una gigantesca nave que logró colonizar los planetas cercanos a la tierra, para explotar sus recursos. Al mismo tiempo, al observar la posibilidad de habitar en planetas distantes, la raza humana comenzó a expandirse por el sistema, y rápidamente, se tomaron sistemas estelares más lejanos. Fue la época dorada de la colonización espacial, y la Tierra se convirtió en un centro económico universal. Pero en medio de su apogeo, descubrieron un planeta aparentemente abandonado en el lejano sistema estelar de Draconis. Ese planeta resultó ser la base de operaciones de una fuerza invasora conocida como los "Mantis", que al notar la prosperidad humana, se encausaron en una ofensiva hacia nuestra raza. Fue necesario tan solo un ataque, para reducir la Tierra a un pedazo de roca estéril. La comunicación entre sistemas desapareció, y los portales que los unían dejaron de funcionar. La raza Mantis tomó el control de todos los sistemas en los que alguna vez existieron humanos, destruyendo cada nave no reconocida en el área. Aun así, en el relativamente cercano sistema Vega, una resistencia formada por civiles y militares, logró expulsar a la gran mayoría de las tropas Mantis de sus planetas. Para asegurar los recursos, un estricto régimen impuesto por la Guardia Colonial humana, con sede en el planeta volcánico Axiom, generó innumerables pérdidas financieras a los pequeños productores, que se quedaron sin trabajo y sin sustento. En respuesta, se volvieron Piratas espaciales, saqueando transportes minerales y siendo perseguidos constantemente por los Guardias. A pesar de sus actos de rateros, se convirtieron en los héroes de los civiles al defenderlos como ningún Guardia colonial jamás pudo de los Mantis. Pero a medida que el tiempo pasaba, los recursos de planetas mineros como Kalabesh comenzaron a desaparecer igual que en la tierra, y la necesidad de establecer contacto con alguno de los otros sistemas se volvía más imperiosa que nunca. Además, poco a poco, los Mantis volvieron a recuperar terreno en el sistema Vega, con patrullas cada vez más frecuentes. Uno de los Piratas más inexpertos, se ofrece como voluntario para investigar qué sucedió con los otros sistemas estelares, y ayudar en lo posible. Es escoltado al olvidado planeta Kalabesh, para que inicie sus investigaciones en una curiosa mina, donde los pilotos desaparecen misteriosamente... Ese es el personaje que encarna el jugador, atravesando aventuras y misiones bastante cargadas de acción, disparos y un secreto increíble, acerca de lo que sucedió realmente en el sistema estelar Draconis.
Todas las misiones del juego se pueden realizar de forma individual o colaborando con otros jugadores en una escuadra.
La trama principal del juego se centra en el combate contra la raza mantis pero conforme se avanza en el juego toma un rumbo distinto y todavía desconocido

## Interacciones De Jugadores Con Otros Jugadores
En el juego los diferentes jugadores pueden crear grupos para interactuar con otros jugadores:
- Flotas: Son grupos donde varios jugadores se unen para ayudarse mutuamente, cuentan con un chat interno, donde los integrantes de la flota pueden interactuar, pueden usar las flotas para poder participar en las conquistas y es necesario pertenecer a uno para poder ingresar a la singularidad Sirius, los usuarios pueden donar crionita, la cual se puede usar para pagar naves de conquistas, conquistas o nodrizas (nave que usa una flota para viajar en Sirius) en una flota puede existir varios rangos:
```
   - 
Almirante
: Es el líder de una flota, tiene control absoluto en la flota, puede comprar naves de conquista, asignarlas a sí mismo o a otros 
       pilotos, subir o bajar de rango a otros pilotos, saltar nodrizas y más.
```

```
   - 
Capitán
: Es la mano derecha del Almirante, puede ejercer control sobre los pilotos que tengan rangos menores al (Teniente, Oficial, Recluta),                                       
      tiene algunos controles que el Almirante posea como subir de rango a otros pilotos de menor rango (de Oficial a teniente y de Recluta a Oficial).
```

```
   - 
Teniente
: Es una ayuda para el Capitán y Almirante, donde posee algunos controles menores a un Almirante o Capitán.
```

```
   - 
Oficial
: Es una ayuda para los tenientes, Capitán y Almirante, no posee el control de subir rangos, solo puede expulsar a los Reclutas deseados
```

```
   - 
Recluta
: Es el menor rango que una flota pueda poseer, los reclutas no poseen ningún control que intervenga la flota.
```

- Alianzas Es un grupo donde varias flotas se unen y se ayudan mutuamente, cuentan con un chat interno, donde los integrantes de las flotas de las Alianzas pueden conversar.
-Escuadra: Es un grupo donde los jugadores pueden crear, principalmente se usa para ayudar en misiones, o eventos, o los retos Reactores (Phobos, Arkon, Evento RavenDynamics)

### Zonas del Juego
Hay cinco zonas diferentes en las que un jugador puede encontrarse dentro de Pirate Galaxy:
- Superficie; Es donde transcurre la mayor parte de la acción del juego, donde se realizan las misiones y se enfrenta a los Mantis. Se trata de la superficie del planeta al que se descendió desde la órbita, volando al ras de la superficie. Esta puede variar en su relieve, temperatura, clima, e incluso en la luminosidad dependiendo de si es de día o de noche. Es en este escenario donde se puede recargar energía, encontrarse con otros jugadores, y divertirse en grande.
- Órbita; Es un lugar libre de ataques, en donde la nave permanece girando constantemente por encima del planeta. Es el único lugar donde se pueden escoger las misiones que se llevarán a cabo, y donde se pueden crear escuadras para jugar con otros jugadores, en un mismo equipo. Es también el único punto de acceso a todos los demás escenarios.
- Hangar; Aquí puedes comprar nuevas naves y armamento para combatir a los mantis. Se trata de una gigantesca estructura visible desde la órbita, que se encuentra solo en algunos planetas. Cuando la nave de un jugador es destruida, se teletransporta al hangar más cercano para su reparación.
- Mapa del Sistema Estelar; Una vista general del sistema en el que te encuentras, que permite elegir destinos para viajes interplanetarios, escogiendo el planeta al que se desea viajar. Los planetas orbitan realmente alrededor de la estrella, por lo que las distancias a recorrer de un punto a otro varían durante todo el mes. Además, se pueden observar jugadores que estén haciendo un viaje en ese momento.
- Portal Estelar; Un portal que comunica el sistema en el que el jugador se encuentra con el resto de sistemas estelares que se hayan desbloqueado a lo largo del juego.

### Sistemas y singularidades
En el juego existen 7 sistemas estelares y una singularidad con su propia tecnología (a excepción de Tau Ceti) y mantis de nivel correspondiente al mismo. Estas se desbloquean por medio de los artefactos de navegación que se consiguen al completar todas las misiones de un sistema. 
El Sistema Vega: El sistema donde el jugador empieza el juego, posee la tecnología de menor nivel. Está formado por los planetas 

- Axiom (planeta de historia) (posee hangar).
- Kalabesh (planeta de historia) (donde empezamos nuestra aventura) (posee hangar).
- Colossus (planeta de combates "Colossus", donde semanalmente se enfrentan los jugadores con la tecnología que se requiera (vega, Antares, entre otros) para recibir una jugosa recompensa) (posee hangar).
- Lyris (Luna de Colossus) (planeta de historia) (no posee hangar).
- Aurora (planeta de historia) (se encuentran los enemigos con la mejor tecnología del sistema Vega) (no posee hangar)
- Phobos (Luna de Aurora) (Planeta del reto "Phobos", donde el jugador tiene que bajar al planeta y defender un reactor del ataque de los enemigos) (posee hangar).
- Dante (planeta de conquista) (posee hangar).
```
- Zona de asteroides Vega (planeta de conquista). (posee hangar).
```

-  Portal Estelar Vega.

El Sistema Antares: Está formado por los planetas:

- Terasa (planeta de historia) (posee hangar).
- Lustra (planeta de historia) (se encuentran los enemigos con la mejor tecnología del sistema Antares) (posee hangar).
- Remo (planeta de conquista) (posee hangar).
- Goya (planeta de conquista) (posee hangar).
- Portal Estelar Antares.

El Sistema Gemini: Está formado por los planetas 

- Prosperus (planeta de historia) (no posee hangar).
- Commerce Central (planeta de historia) (no posee hangar).
- Technatoria (planeta de historia) (no posee hangar).
- Desai (planeta de conquista) (posee hangar).
- Iga (planeta de conquista) (posee hangar).
- Portal Estelar Gemini (posee hangar).
El Sistema Mizar: Está formado por los planetas

- Baumar (planeta de historia) (no posee hangar).
- Molikar (planeta de historia) (no posee hangar)(se encuentran los enemigos con la mejor tecnología del sistema Mizar).
- Ob (planeta de conquista) (posee hangar).
- Cosmo (planeta de conquista) (posee hangar).
- Hangares Mizar (El hangar del sistema Mizar, cuando te destruyen en los planetas Baumar y Molikar, reaparecerás aquí).
- Portal Estelar Mizar.

El Sistema Sol: Está formado por los planetas 

- Mercurio.
- Venus (planeta de conquista) (posee hangar).
- La Tierra (planeta de historia) (no posee hangar). (Se encuentran los enemigos con la mejor tecnología del sistema Sol)
- La Luna (Luna de La Tierra) (planeta de historia) (no posee hangar).
- Marte (planeta de historia) (no posee hangar).
- Júpiter
- Saturno (planeta de conquista) (posee hangar).
- Urano 
- Neptuno.
- Base Rebelde de Sayaron (El hangar del sistema Sol, cuando te destruyen en los planetas de historia, reaparecerás aquí)
- Planeta del evento Raven (Cada vez que salga el evento RavenDynamics, va a aparecer un planeta adicional en el sistema Sol, donde se va a realizar la defensa del reactor (similar al Reto "Phobos"), para ganar Créditos Raven y con estos Créditos desbloqueas misiones para conseguir planos de naves exclusivas)

El Sistema Draconis: Está formado por los planetas 
- Gazica  (planeta de historia) (no posee hangar).
- Colmena Mantis (Orbita al planeta Gazica) (planeta de historia) (no posee hangar) (se encuentran los enemigos con la mejor tecnología del sistema Draconis).
- Valkión (planeta de conquista) (posee hangar).
- Arkon (planeta del Reto "Arkon", el cual es un reto similar al Reto "Phobos" (sistema Vega)) (posee hangar).
- Agujero de Gusano Inestable (Es el portal que comunica al Sistema Draconis con la Singularidad Sirius).
- Campo de la Desolacion (Es el hangar del sistema Draconis, cuando te destruyan en un planeta de historia, reaparecerás aquí).

Singularidad Sirius: Está formado por muchos planetas que se van creando y destruyendo pasados unos 10 días desde la aparición del planeta. En estos se pueden desbloquear tecnologías exclusivas(Arcanas) de todos los sistemas y del mismo Sirius. Esta singularidad contiene los enemigos más fuertes del juego, es necesario una escuadra de varios jugadores para derrotarlos.
El Sistema Tau-Ceti: Está formado por los planetas: 
- Vénar (planeta de historia) (posee hangar)
- Tierra (en conflicto) (se encuentra en el Sistema Sol, aunque este en otro sistema, pertenece a la historia Tau Ceti y los enemigos son del sistema Tau Ceti) (no posee hangar).
-Calón (planeta de historia) (posee hangar)
- Reto Tau Ceti (hasta la fecha, no se ha creado el planeta, aunque los desarrolladores del juego ya anunciaron de su existencia, además de otro planeta que siga la historia de Tau Ceti). 
Actualmente sigue en desarrollo por la empresa Splitscreen Studios.
Singularidad Lagranje: Es Un sistema que aún no existe pero ya se anunció y tendrá mucha pimienta recién molida

### Tecnologías y Naves
Se puede acceder a nuevas tecnologías mediante el robo de planos de construcción de las naves Mantis. Estos planos de construcción normalmente indican cómo hacer nuevas armas. Los hay de dos tipos: Planos azules, que permiten utilizar tecnología estándar, de los cuales hay un 33% de probabilidades de encontrar en un mantis; y los Planos dorados, que desbloquean la mejor tecnología de cada sistema, de los cuales solo hay un 8% de probabilidad de encontrar en un mantis, que suelen ser bastante más peligrosos que sus congéneres que transportan planos convencionales. Además, cabe la posibilidad de encontrar naves especiales, las cuales solo pueden ser utilizadas al poseer los planos dorados que se necesiten (normalmente, se necesitan más de 4 planos para generar cada nave).
Planos estándar
Si bien su utilidad varía dependiendo de las preferencias y estrategias de cada jugador, hay 4 planos básicos, sin los cuales es casi imposible sobrevivir en el juego. Estos son:
Cañón: Es el arma principal, y en ciertos casos, la única de la que dispone el jugador para acabar con sus enemigos. Dispara una serie de cuatro descargas al seleccionarlo, y posee un tiempo de recarga de 1 segundo. Es crítico controlar su consumo de energía.
Recolector: Sistema básico que utiliza la teletransportación para recolectar objetos. Es indispensable para recargar energía durante el juego, y también crionita y los planos que los mantis dejan al ser destruidos. Su tiempo de recarga es de 2 segundos.
Androide de Reparación: se trata de una nube de Nanobots que se aglomeran contra la nave y reparan los daños causados por las continuas batallas. Incluso hay jugadores que lo activan un segundo antes de entrar en batalla, y de esa manera usarlo como escudo de protección. Su consumo de energía es 3 veces mayor al de un cañón de su mismo nivel. Además, el tiempo de recarga es de 1 minuto.
Impulsor: Este aparato se coloca en la zona trasera de la nave, y al activarse genera una onda de choque que propulsa a la nave en una dirección a toda velocidad.
Consume la misma energía que el Androide de reparación del mismo nivel, pero a diferencia de este, se recarga en la mitad del tiempo, es decir 30 segundos.
Naves: Se pueden identificar 9 tipos de naves diferentes en el juego, aunque las dos primeras no pueden ser escogidas voluntariamente.
Transportes Ligeros: Estas naves son básicas, y con las que se inicia el juego. Solo poseen espacio para los cuatro sistemas tácticos básicos, aunque son relativamente fáciles de maniobrar.
Transportes Blindados: Estas naves son una versión mejoradas de las naves anteriores, más robustas y maniobrables, y con la posibilidad, además de los cuatro planos estándar, de instalar un escudo que absorbe los disparos enemigos.
Tormentas: Son naves orientadas al ataque, con sistemas tácticos ofensivos en su mayoría, ya que además de sus clásicos cuatro, posee misiles, mira computarizada, perforadores de escudo y un rayo térmico. Son relativamente rápidas, pero no están protegidas de forma alguna.Su resistencia es de 120 p/r y su ataque es de 160 p/a
Médicos: Son naves robustas, y orientadas hacia la reparación, por lo que son invaluables en una flota. Además de los 4 estándar, posee un protector, un telerreparador que permite reparar naves amigas, un campo de protección masivo, que puede colocarse a otras naves, un campo de reparación que repara y protege varias naves cercanas al mismo tiempo, y un resucitador, que construye naves humanas destruidas por enemigos.Su resistencia es de 100 p/r y ataque 100 p/a
Shocks: Son naves muy veloces, orientadas evidentemente a su poder de aceleración. Pueden instalarse en estas, un desacelerador, que paraliza momentáneamente al enemigo, un acelerador que reduce el tiempo de recarga de sus sistemas tácticos, un señuelo que distrae a los mantis y un paralizador que relativamente hace lo mismo que el desacelerador a diferencia que es masivo.Su resistencia es de 105 p/r y su ataque de 120 p/a
Tanques: Son las más grandes y resistentes de todas, ya que están enfocadas a la defensa. Poseen un escudo, un picador, es decir, un señuelo que atrae a los mantis, una señal de interferencia que hace que los disparos enemigos fallen, y una bomba de agresión, la cual genera una bomba que daña a múltiples enemigos.Su resistencia es de 160 p/r y su ataque de 120 p/a
Tiradoras: También llamadas Snipers o francotiradoras son naves hechas para causar un daño masivo, aun mayor al daño generado por una nave tipo Tormenta. Esta nave posee, además de las cuatro armas básicas, cañón de largo alcance que es como un cañón normal solo que tiene más fuerza de ataque y mayor alcance que un cañón común y gasta más energía que este, un droide de ataque que es un robot equipado con un cañón y ataca a todos los enemigos en el área, ataque orbital, que activa una serie de plataformas orbitales que disparan un láser al planeta con una fuerza mayor a la bomba de agresión de la Tanque y, por último, un dispositivo de ataque que aumenta la fuerza de ataque de la nave. Esta nave aparece en el sistema estelar Sol como una nave rara, luego en Draconis aparece como una nave normal.
Defensora: También llamada minadora, esta nave es increíble por la capacidad de cerrar partes enteras del planeta y defenderlas. Posee, además de las cuatro armas básicas, una torreta reparadora que es un edificio flotante que contiene un campo de reparación como en la médica y repara las naves aliadas, una torreta potenciadora de ataque que es también un edificio flotante solo que tiene la capacidad de la nave Tirador Sombra de potenciar la fuerza de ataque solo que en un área determinada igual que la torreta reparadora, estas torres son útiles pero frágiles, una bomba lapa que es como un explosivo que se pega a la nave enemiga y causa un efecto parecido al de una bomba de agresión y, por último, minas que son bombas que flotan en el planeta y si un enemigo pasa sobre ellas explotan como la bomba de agresión. Esta nave aparece como una nave rara en el sistema estelar Draconis con el nombre de "Defensora META-X", también puede ser conseguida como una nave Parsec, naves las cuales pueden adaptarse a los sistemas Sol, Draconis y Sirius.
Naves híbridas: Estas naves aparecen en el sistema estelar "La Singularidad de Sirius" y tienen las capacidades de algunas naves mezcladas más las cuatro armas básicas.
Por ejemplo: la nave de Sirius llamada "Castigador Arcano" posee, además de las cuatro armas básicas, misiles (de la nave tipo Tormenta), cañón de largo alcance (de la nave tipo Tirador Sombra), acelerador de velocidad (de la nave tipo Shock) y por último, rayo térmico (de la nave tipo Tormenta).

### Gravitones
Los gravitones son objetos que pueden usarse en cualquier momento y proporcionan una habilidad especial a tu nave durante unos segundos. Los diferentes tipos de gravitones que hay son:
- Ignos: Son de color rojo y aumentan la potencia de fuego de tu nave un 80% durante 30 segundos.
- Cintrinus: Son de color amarillo y aumentan el blindaje de tu nave un 80% durante 30 segundos.
- Berilus: Son de color verde y reparan completamente el blindaje de tu nave.
- Iodina: Son de color rosa y reactivan instantáneamente todos los equipamientos de tu nave.
- Micálitas: Son de color azul y aumentan la velocidad de tu nave un 80% durante 30 segundos.

### Tipos de misiones
En el juego existen tres tipos de misiones, las de Historia, las de Pirata y las de evento.
Las de Historia son una serie de misiones que siguen un hilo argumental y desarrollan la trama principal del juego. Estas misiones desbloquean los portales entre sistemas y el acceso a planetas específicos, así como ofrecen al jugador una serie de incógnitas a revelar.
Las misiones de Pirata son aquellas en las que el piloto debe cazar, destruir y saquear naves enemigas. En estas misiones se incentiva el saqueo y la obtención de experiencia.
Las misiones de Evento aparecen en eventos especiales, como eventos de Navidad o halloween.

### Los Mantis
Se trata de una raza alienígena insectóide de avanzada tecnología. Están gobernados por una reina que se encuentra en el planeta natal de estos. Rasgos característicos de los Mantis es su alta jerarquización y especialización, existiendo muchos tipos de naves Mantis con habilidades particulares. Los Mantis difieren mucho de los humanos, destacando su carencia de lo que se conoce cómo emociones y sentimientos.en la singularidad (sirius) en los planetas de 5.ª se destrulle unidades arcanas y se consigue registros los cuales sirven para cargar una barra la cual da pistas para encontrar al jefe mayor llamado "Giza" esta da planos arcanos de todos los sistemas ( los planos arcanos pueden estar distribuidos en todos los planetas de 5.ª y en ocasiones las naves arcanas también. Los Mantis poseen naves diferentes, que son:

### Primeros mantis
- Drones; se encargan de analizar la superficie de planetas en busca de minerales. Son muy fáciles de destruir, y no son muy amenazadores. Suelen estar acompañados por un Centinela. No tienen planos de construcción.
- Exploradores; coordinan y ayudan a los centinelas. Buscan restos de Crionita e informan a los centinelas sus hallazgos. Son naves muy rápidas y débiles. Siempre van en grupos de 3 o 4. Poseen planos de pintura y también de impulsores.
- Centinelas; Protegen a los anteriores y poseen un sistema básico de detección de agresiones. No atacan a menos que se los agreda o se los ordene un comandante. Pueden ser peligrosos en grupos de más de dos, aunque son dóciles. Poseen planos de construcción de reparadores o impulsores.
- Exterminadores; Altamente agresivos, atacan a cualquier cosa que interfiera en la actividad de los Mantis o se les acerque. Son naves con un diseño muy característico, con forma de E. Tienen armas potentes y son muy persistentes. Persiguen su objetivo durante mucho tiempo. Suelen tener planos de cañones o lanzamisiles.
- Depredadores; Patrullan la superficie con el fin de destruir toda nave que por allí transite. Altamente agresivos, poseen un escudo que los protege de los disparos de cañón y misiles. También tienen un muy buen armamento. Suelen llevar consigo planos de escudos.
-Piratas Mantis; Estas nave de ataque mantis son muy peligrosas porque: Se las encuentra en gran cantidad y nunca solas, tienen un potente cañón y señal de interferencia que es un arma poderosa que desvía los disparos enemigos causando un gran problema a la hora de destruirlas y si no pueden destruir al objetivo en el lugar, no lo persiguen. Suelen llevar planos de cañones y señales de interferencia.
-Torreta Lanzamisiles mantis; Son naves sumamente especializadas, que no se trasladan por la superficie, sino que levitan en una posición para defenderla. Si bien su poder de ataque es enorme, pueden ser fácilmente eludibles, y tienen un pobre radio de acción. Solo poseen planos de lanzamisiles.
-Reparadoras mantis; Sin ningún mecanismo de defensa o ataque, el Reparador fue creado exclusivamente para arreglar los daños de naves Mantis, gracias a su reparador externo. Merodean solas, pero a veces son acompañadas por centinelas o piratas. Tiene el plano del reparador externo y del telereparador.
-Recolectoras; Estas naves gigantes vagan por la superficie extrayendo el nitrógeno y la crionita de la superficie. Al igual que el reparador, no tienen armamento, pero a diferencia de estas últimas, poseen un sistema de alerta por si son atacadas, que llama a mantis tipo interceptores. Tienen planos de recolectores y de naves raras.
-Interceptores mantis; Estas son las naves más rápidas de la flota Mantis. Son débiles cuando están solas, pero muy destructivas cuando están en grupo. Protegen a las naves recolectoras, y son bastante débiles. Solo tienen planos de velocidad, como impulsores, o aceleradores.
-Comandantes
Estas naves generan escuadras y las hay de diversos tipos. Normalmente son más grandes y peligrosas que sus reclutas, además de que poseen un característico propulsor verde. A continuación se describirá los más comunes de ellos:
-Comandante Guardián Mantis; estos atacaran a cualquier nave enemiga cerca, formando escuadras de piratas y centinelas. Poseen desaceleradores y campos de fuerza transferibles a otras naves. Suelen escapar al estar a punto de ser destruidas.
-Comandante Centinela mantis: son versiones más grandes del centinela, un tanto más peligrosos y con un "picador" que genera interferencia en los sistemas del objetivo. Suelen estar acompañadas por centinelas.
-Comandantes Depredador mantis: al igual que los otros comandantes, son versiones agigantadas de los reclutas. Posee una mira computarizada con la que no falla ningún disparo y un escudo especialmente potente. A diferencia de los anteriores, es raro que genere una escuadra al ser atacado, pues rara vez necesita una para defenderse.

### Mantis avanzados
-Torpederos; Estas unidades son un intento alienígena de movilizar a las antiguas torres lanzacohetes, y generaron una nave relativamente pequeña y rápida, con reparador, mira computarizada y un terrible lanzamisiles capaz de recorrer 1000 unidades de distancia al perseguir al objetivo. Rara vez fallan.
-Parásitos; Naves altamente armadas, con gran tecnología de ataque y reparación. Poseen un sistema táctico llamado "perforador" que inutiliza el escudo del oponente y destroza tranquilamente el casco de la nave. Si reciben un gran daño, emprenden la retirada y se reparan con facilidad.
-Mantis bárbaro; Naves armadas que poseen un sistema de aumento de ataque, una mira de alta tecnología, generalmente trabajan solos y sus ataques causan grandes daños. Poseen un sistema de receptores de energía de alto impacto que transfiere la energía del impacto de un disparo enemigo en el casco, al cañón, aumentando su poder de ataque.
-Mantis frenzoid; Estas unidades representan la primera línea de ataque mantis. Al igual que los bárbaros, transfieren la energía del impacto en el casco, pero en este caso la dirigen a los impulsores, aumentando gradualmente su velocidad. Poseen un grupo de tres cañones que se disparan de forma alterna, formando una metralla continua. A pesar de eso, no tienen una gran resistencia.
-Mantis pyro; Son unas naves especialmente odiadas por todos los pilotos del juego. Sumado a su potencia de disparo y velocidad, poseen un arma única, llamada "Rayo térmico" que queman literalmente al oponente. Afortunadamente, no presentan una gran resistencia.
-Mantis paralizadores; es una versión avanzada del comandante guardián mantis, más compacta y eficaz, con un desacelerador de campo muy potente, capaz de inutilizar todos los sistemas tácticos de enemigos que estén en el área durante 30 segundos, que aprovecha para huir o atacar sin que se le oponga resistencia. Son vulgarmente llamados "la peste" por lo molestas que son en el juego
-Mantis detonantes; Son mantis que, además de sus sistemas convencionales, disparan bombas de agresión estáticas, con un radio de acción de 300 unidades de distancia. También poseen carga de ataque e impulsor.
-Mantis resucitadores; Estas unidades se pasean entre los restos de los mantis para reconstruir naves destruidas. Representan un gran problema en la batalla, sobre todo si se quiere ganar.

### Mantis altamente armados e imperiales
-Recolectoras armadas Como su nombre lo indica, son recolectoras que tienen la función de atacar con un cañón al usuario quien le haga daño, como las anteriores recolectoras, estos llamaran interceptores para atacarte, comienzan a aparecer desde sistema Sol, como recolectoras imperiales, luego en el sistema Draconis, son mantis recolectoras, además de que en este sistema aparecen con misiles incluidos.
-Asesinos Es el reemplazo de los mantis piratas, se diferencian debido a que son transparentes, haciendo al usuario difícil de ver, comúnmente se encuentran en grupos grandes y sus armas son, cañón y señal de interferencia.
-Reparachas Se encargaran de ayudar y curar a los mantis, cuando una reparacha vea que un mantis cercano es atacado, este no dudara en correr y ayudarlo, poniéndole un protector (escudo) y un telerreparador, no son agresivas y si los atacas, estos saldrán huyendo, comienzan a aparecer desde el sistema Sol en el planeta Luna.
-Francotirador cuenta con un cañón de largo alcance, se podría decir que es el reemplazo de los mantis parásitos (cuenta con los mismos componentes de reparador y perforador), se encuentran vagando por los planetas o en muchos casos, se presentan en grupos, cuenta con perforador y reparador, debido a su cañón de largo alcance, estos enemigos detectaran al usuario desde lugares lejanos.
-Transportadoras Su primera aparición fue en una misión del sistema Mizar "Siguiendo al Traidor", donde teníamos que seguir a una mantis transportadora, su aparición como mantis normal, la realiza en el sistema Sol, planeta Marte (es el primer y último planeta donde hacen aparición), su función como su nombre lo indica, es transportar mantis, cuentan con un blindaje muy resistente, similar a las recolectoras, estos llamaran a dos mantis interceptores para atacarte, no te atacaran y no cuentan con planos incluidos (el impulsor de los interceptores se podría contar como plano aparte).
-Megapolilla Se les puede ver vagando por el Planeta Marte, cuenta con misiles, bomba y cañones para atacar al usuario que se le acerque, como los mantis de gran tamaño, cuentan con buena resistencia y gran ataque, si se les llega a destruir, pueden dar grandes cantidades de experiencia y crionita.
-Francotirador imperial Como los francotiradores anteriores, estos cuentan con cañón de largo alcance, a diferencia de estos, es que hacen un mayor daño, y son los indicados para buscar planos dorados en el Sistema Sol.
-Gran imperial Pueden ir vagando por partes de los planetas, cuentan con cañón de largo alcance y cañón orbital, en el sistema Sol, los planetas Sol y Tierra, son los líderes de las escuadras que los mantis tienen o las patrullas.
-Torretas lanzacohetes imperiales
-Torreta aturdidora imperial
-Androide de ataque imperial
-Droide de ataque mantis
-Guardia pesada mantis
-Mantis saboteadoras
-Torretas desaceleradoras mantis
-Minador y minas mantis

## Premios
Pirate Galaxy ha sido 3 veces premiado en el 2009:
- Premio Especial del Deutscher Entwiklerpreis (Premios Alemanes de desarrollo de videojuegos).
- Browser Game of The Year: Mejor presentación y mejores gráficos.
- Browser Game of The Year: Mejor Juego de acción.